# Hassan Habibi
Hassan Habibi (in persiano حسن حبیبی‎; Kerman, 7 febbraio 1939) è un ex calciatore e allenatore di calcio iraniano, di ruolo difensore.

## Carriera

### Giocatore

#### Club
Ha sempre giocato nel campionato iraniano, vestendo nel corso di 14 anni la maglia di 3 squadre: Shahin, Taj e Pas Teheran.

#### Nazionale
Vanta 20 presenze con la maglia della nazionale, con cui ha vinto la Coppa d'Asia 1968.

### Allenatore
Ritiratosi dal calcio giocato nel 1972, ha iniziato subito la carriera di allenatore, prendendo le redini della sua ultima squadra, il Pas Teheran, che ha allenato per sei anni, fino al 1978. In seguito è stato per un anno il commissario tecnico dell'Iran, poi ha allenato l'Ararat (fino al 1992) e di nuovo la nazionale iraniana dal 1994 al 1995.

## Palmarès

### Giocatore

#### Nazionale
- Coppa d'Asia: 1

1968

### Allenatore

#### Club

##### Competizioni nazionali
- Campionato iraniano: 2

PAS Teheran: 1976, 1977
- Coppa Shahid Espandi 1979: 1

PAS Teheran: 1979